# 高木友枝
高木 友枝（たかぎ ともえ、1858年9月8日（安政5年8月2日） - 1943年（昭和18年）12月23日）は、陸奥国泉藩（福島県）出身の医学者、細菌学者。日本統治時代の台湾で台湾総督府医学校第2代校長、台湾電力（台電）初代社長を務め、ペスト撲滅や電力開発などに貢献。後藤新平による台湾近代化政策のもとで医学教育と医療行政の礎を築いたことから『台湾医学・衛生の父』として知られているほか、戦前台湾の民主化運動（zh:臺灣民主化）を支持し、活動家に転じた門下生にも影響を与えた。

## 人物
陸奥国菊多郡泉藩松小屋村（現在の福島県いわき市泉地区・渡辺町松小屋）で出生(p175)。

### 日本時代
東京大学医学部（現・東京大学大学院医学系研究科・医学部）在学時に高木は先輩の北里柴三郎（1853-1931）と交流もあった(p391)。また、内務省衛生局の後藤新平（1857-1929）とは高木が在学中から親交が深かった(p176)。1885年5月、高木は東京大学医学部を卒業。8月より福井県立病院の院長を務め、1888年5月に離任。翌月(私立)鹿児島病院（現鹿児島大学病院）院長に転任。1893年、後藤が相馬事件で連座により収監されたことや、北里がドイツから帰国したことで鹿児島病院を辞し、北里伝染病研究所で助手として細菌学の研究を進める傍ら(p391)、入獄中の後藤に差し入れをしたり一族の世話をしていた(p176)。
1894年7月、高木はペストの調査を目的に香港へ出向いた。日清戦争期間中は日本軍の船舶でコレラが発生したため、1895年7月に広島県に設置されていた臨時似島検疫所で事務官長だった後藤の招聘により、事務官となった。コレラの血清を製造。患者への治療に用いた。これがコレラに対する血清治療の初の事例となったともいわれているが、北里は広尾病院での実践例を論文報告に掲載しており、学術的には高木の功績とはなっていない(p181)。
同年9月、北里研究所の治療部長に昇進。1896年4月に内務技師、6月に血清薬院長兼内務技師、9月に中央衛生会の委員。1897年5月、日本を代表しモスクワでの第12回万国医事会議や、ベルリンでの万国らい病（ハンセン病）会議に参加(p176)。

### ドイツ時代
ハンセン病会議後、高木はドイツに2年駐在し、ベルリンのロベルト・コッホ研究所にてパウル・エールリヒの指導でアウグスト・フォン・ワッセルマンとの共同研究に従事(p184)。国費ではなく自費での滞在で(p184)、耳鼻咽喉科医の岡田和一郎とルームメイトだった(p185)。
1899年5月、ベルリンでの結核予防撲滅万国会議やブラジルでの性感染症予防万国会議に参加した。リヒャルト・パイフェルにも師事している。
後年ドイツ人女性ミナ（Minna Ballerstedt）と結婚。
1900年1月、高木と北里柴三郎らはペスト流行症調查報告を発表。5月、日本に戻った高木は日本政府の命で医術開業試験主任とともに兼任で衛生局防疫課長（翌年3月まで）、臨時検疫局技師（10月より臨時検疫事務官昇格）を務める(p176)

### 台湾時代

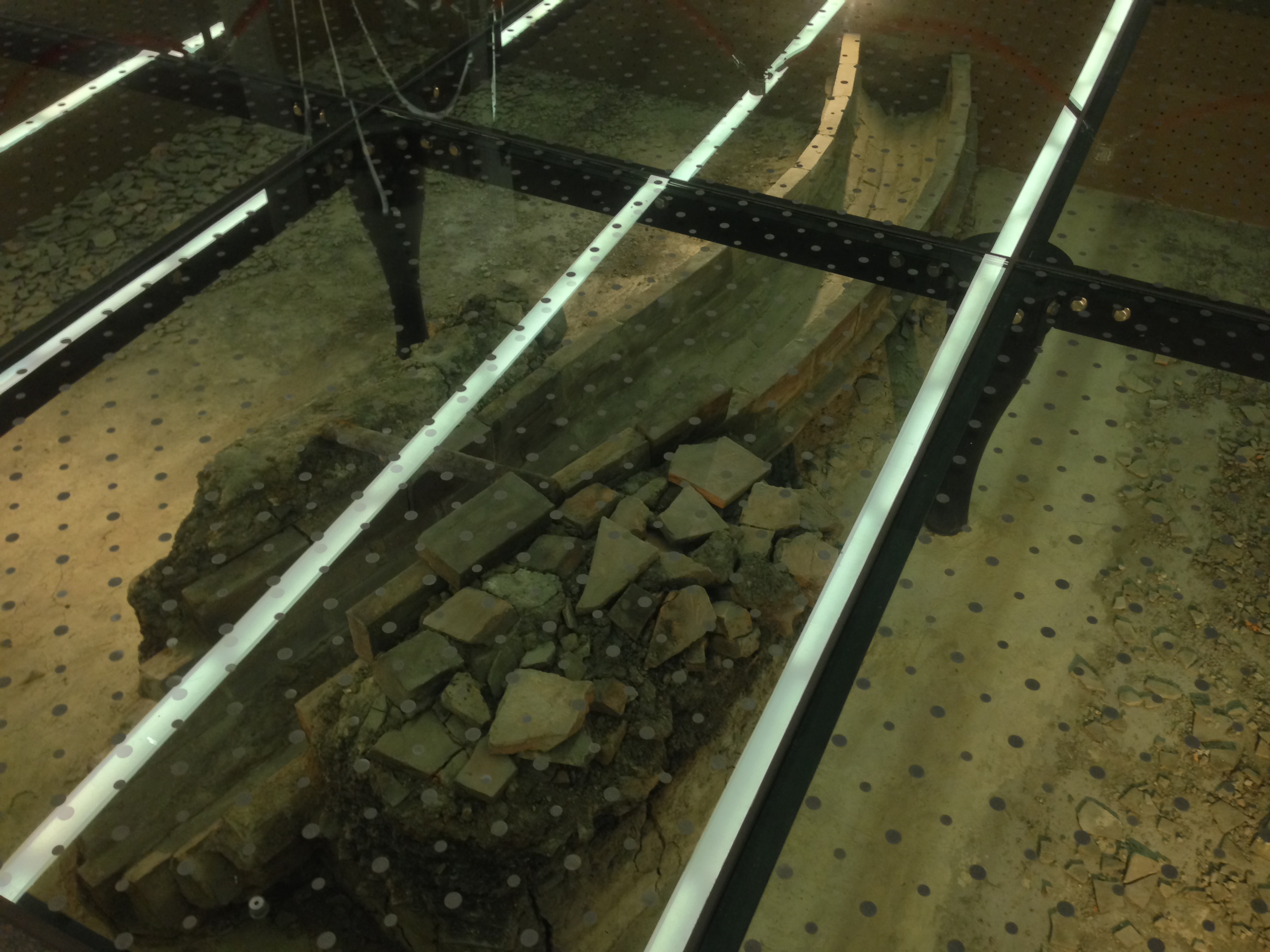
捷運北門駅で出土した日本統治時代の下水道施設

#### 医療と公衆衛生
1901年、台湾でペストが大流行し、死者は3,000人以上となった。台北避病院院長の本田祐太郎もペストにより殉職している(p191)。児玉源太郎に抜擢され、時の民政長官だった後藤新平は旧知の高木に来台とペスト撲滅への協力を依頼した。1902年3月31日、高木は台湾総督府医学校（その後台北帝国大学医学部を経て、戦後の国立台湾大学医学部）付属の台湾総督府立医院（戦後の台湾大学医学院付設医院、通称：台大医院）の医長および院長に就任。その他、医学校校長と同校教授、総督府技師や台北医院院長、台湾総督府民政部警察本署で衛生課長兼臨時防疫課長、赤十字社台湾支部の嘱託副支部長、台湾地方病・伝染病調査会委員、台北と基隆での都市計画委員なども兼任した(pp192-193)。1905年、台東病院長を2ヶ月あまり兼任(p177)。
高木はペスト撲滅のために衛生警察による監視を強化した。これは駐台日本軍兵士がペストの影響を受けることと、日本政府として日本籍軍人の健康を保証することが駐留の根幹だったことによる。台湾総督による陸軍省への報告では、欧州列強の植民政策は、旧市街を撤去し新市街として再建、あるいは兵站を市街地から離れた場所に設置し、そこを衛生的に隔離された区域とするものだった。
1910年にはペストによる死者は18人まで減った(p67)。
| 年     | 1896 | 1897 | 1898  | 1899  | 1900  | 1901  | 1902  | 1903 | 1904  | 1905  | 1906  | 1907  | 1908  | 1909  | 1910 |
| ------ | ---- | ---- | ----- | ----- | ----- | ----- | ----- | ---- | ----- | ----- | ----- | ----- | ----- | ----- | ---- |
| 患者数 | 258  | 730  | 1,233 | 2,637 | 1,079 | 4,499 | 2,310 | 886  | 4,500 | 2,398 | 3,272 | 2,592 | 1,270 | 1,026 | 19   |
| 死亡数 | 157  | 566  | 882   | 1,995 | 809   | 3,673 | 1,855 | 709  | 3,374 | 2,100 | 2,609 | 2,241 | 1,059 | 848   | 18   |

1913年12月、九州帝国大学宮入慶之助の斡旋で論文を提出、博士号を取得した(pp178-179)（東大では青山胤通や緒方正規らがこの論文での学位取得に太鼓判を推していたが、高木が謙遜しすぎたために青山は逆に不快感を抱いたことから東大からの学位申請とはならなかった。申請書には本人の捺印が必要だったが、友人に説得されようやくこれに応じた(pp178-179)。）。
1915年に後任の堀内次雄がやってきたことで、校長の職務を離れて研究所の業務に専念するようになった(p179)。その後、医学院の学生らは高木の校長就任15周年を記念して胸像彫刻を製作することを決めたが、高木は先代校長の山口の像が無いことを以って断固拒絶していた。しかし結局は申し出を受け入れ、長野県出身の彫刻家北村四海による胸像が置かれることになった(p69)。
高木は学生の品格教育を重んじ、人種主義を排していた。学生には母語の使用を禁じたが台湾文化を尊重し、卒業生にも気にかけ、彼らを喜ばせた(p24)。高木の教育方針は劉榮春などの台湾の医師を志望する学生に影響を与えた。

#### 医学会雑誌
高木は山口秀高の後任として総督府医学校の校長に就任すると、『台湾医学会』を創設、あわせて『台湾医学会雑誌』を創刊し(p67)、熱帯医学などの彙報を掲載した(pp195)。

#### 総督府研究所

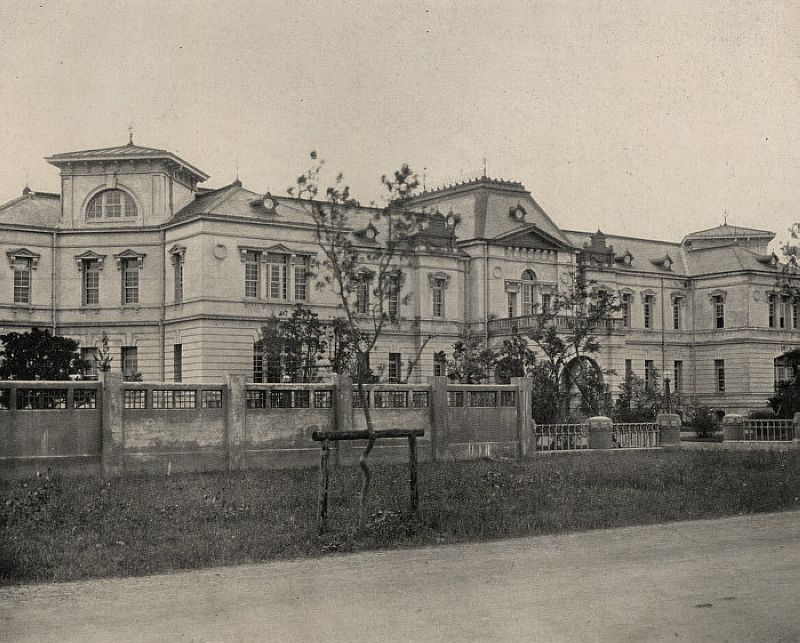
総督府中央研究所

1909年2月23日、高木は欧米を視察し、4月1日に自身が設立した台湾総督府中央研究所の所長に就任した(p177)。研究所設立前は上水道やガスもなく、研究で使用する試験器具の消毒もアルコールを用いていた(p195)。それまでは殖産部や樟脳専売局が組織内に研究所を抱えていたが、高木は台湾に根差した独自の研究所が必要と考え、後藤に構想を持ち掛けた。高木による数分の説明を受けた後藤は1時間あまりでそれを咀嚼し、総督府として高木を後押しすることになった(pp177-178)
所長の任期中に高木は179本の報告を完成し、そのうち35本はシロアリについてのもので、114本は化学研究だった(p67)。
1911年2月18日、高木はドレスデンで開かれた万国衛生博覧会に参加、過去10数年における台湾での医療衛生改善状況を発表し、ドイツ語での著作『Die hygienischen verhältnisse der insel Formosa』を刊行した(p193)。

#### 台湾同化会と台湾文化協会
辛亥革命が起きた1912年前後は、台湾総督府が抗日運動に従事する蔣渭水（1910年入学）、翁俊明、杜聡明（ともに1909年入学）らの学生運動家逮捕を準備をしていたが、校長の高木は「教育の独立制」、「校内自治」を盾に総督府の圧力を拒絶していた。集会で革命運動をの意思を表明していた学生らに対して、反対もせず、むしろ実行には覚悟を決めるように説いていた。羅福星を例に挙げ、もし運動が失敗し死を遂げても笑顔を忘れず、医学院の体面を失わないよう話していた。その後蔣渭水は民族自治運動にのめり込んでいくようになった(p9)。
1914年に王学潜や林献堂が設立し、蔣渭水も加入した民間の日台親睦団体台湾同化会が1914年に開いた台湾鉄道ホテルでの成立大会には高木も参列していた(p68)。
1921年10月17日に台北の静修女子中学で台湾文化協会の設立大会が開かれ、高木・堀内の歴代両校長も参列している。

#### 台湾電力

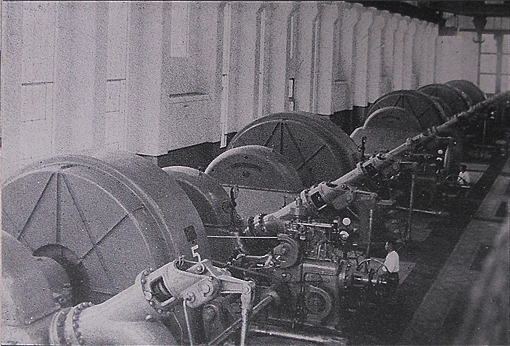
日月潭発電所内部

1919年、総督明石元二郎の依頼により、高木は文官を離れて台中州（現・南投県）日月潭での「日月潭水力電気工事計画」を遂行すべく台湾電力株式会社の社長に就任。任期中は台湾電気興業株式会社を合併し、台電は台湾のエネルギー市場で最大手となった(p199)。
堀見末子の人物伝『堀見末子物語』では当時の台湾土木業界の活況ぶりが描写され、台湾総督府土木局技師だった堀見や副社長の角源泉が天下りのように台電にやってきたことに対して上層部に愚痴を漏らしている光景も盛り込まれている(p199)。日月潭の電力工事は1920年の戦後恐慌や1923年の関東大震災によって中断し、高木は事業再開運動を展開するも政党闘争に阻まれるなどで進展しなかった(p151)。

#### その他
台北帝大校長在任中に『台湾倶楽部』で副会長（会長は後藤新平）を務めた(p201)(p69)。また、台電在籍中はに台湾でのロータリークラブ（扶輪社）の設立にも関与した。

### 日本帰国後
1929年7月9日、高木は10年あまり仕えた台電を離職、後任の遠藤達は政治闘争に巻き込まれ約半年でその職を追われた（松木幹一郎が職位を継ぐ）(p180)。この年に盟友の後藤も世を去っている。70代になった高木は東京・世田谷に戻った。
1940年、高木は大阪毎日新聞の記者下田将美の取材を受けた。湾生（台湾生まれの日本人）と台湾人の気質や素質などの違いを問われると、「日本人の両親に幼いころから台湾人軽視を叩き込まれたのか、間抜けになっていく」と答えている(p66)(p199)。

太平洋戦争期間中は医学校卒業生で詩人の頼和（1943年没）の校友らが師である高木を訪ねて来日。面会時に頼和の遺稿となった『高木友枝先生』の張冬芳による漢文翻訳文が渡された。原文は「時年春到東京去，和同窗之幾位，曾去拜訪，先生猶尚老健善談。」
逝去時は門下生や研究所、台電関係者ら20人が『高木友枝先生追憶誌』に追悼文を寄せている(p200)。没後は小金井市の多磨霊園(21-1-5)に埋葬されている。

### 没後
戦後台湾の脱日本化により、台大医学院の高木と山口の大理石胸像は撤去され、蔣介石の像が設置された。高木像の一部は破損した(p69)。
921大地震後、台湾市政府の英文雑誌に携わっていた在台カナダ人カーティス・スミス（Curtis Smith）は高木の胸像を求めて台電を退職したエンジニア林炳炎と接触した。林は杜聡明博士基金会董事長の杜祖誠に、像が杜聡明とその子孫の手で保管されていたことを知らされた(p96)。2008年、高木と山口の像は台大医学院に再び設置された(p194)。医学人文博物館で高木の胸像をみることができる。
2010年、教育部は台湾大学に対し、校内で運営されている国内最大のインターネット掲示板「批踢踢（PTT）」内の八卦板（Gossiping）に投稿される内容について「教育、学術研究目的での使用」にあたらず部の定める『台湾学術網路管理規範』に違反しているとして改善と管理強化を促した。学生会の会長は高木や傅斯年ら歴代校長の事例を挙げて教育部による言論の自由の制限に抗議した。
高木の孫が2013年に逝去すると、その遺族は孫が所有していた黄土水が制作した高木の銅像（台大の大理石像とは別）を含む友枝の形見を台湾の関係者に寄贈することになった。公立高校の国立彰化高級中学（彰化国中）も候補として名を連ねたが、高木とゆかりのある台大医院、台北市立美術館、3,500万ニュー台湾ドルを提示した奇美博物館などの名だたる競合相手に直面した。
2014年2月、彰化国中の学生が訪日し遺族の前で演奏した民謡『赤とんぼ』を聞いて感動したことで、遺族は銅像の寄贈先として彰化国中を選んだ。

## 評価
高木は当時の日本人から高潔な人格者とされていただけではなく(p150)、杜聡明は高木を「台湾医学衛生の父」と讃え(p65)、「高木先生は学者や政治家以上に人格崇高で見識も高く、卒業式ではいつも『医師である前に人であれ（為醫之前，必先學為人。）』と述べていた。専門の生理衛生科目のほか、倫理修身の講義も担当し、学生には「活きた学問」を教え、良好な学風養成に気を配っていた。」と語っている(p24)(p180)。

### 栄典
- 正五位（1905年[31]）
- 従四位（1910年[31]）
- 正四位従二等[32]
- 勲二等旭日重光章（1920年6月[33]）
- 従三位（1920年10月[32]）
- 正三位[22]

## 主な著作

### 論文
- （1910年）『Preventition of Malaria in Formosa』 - ノーベル生理学・医学賞受賞者でイギリスの医学者ロナルド・ロスも引用した[34]。

### 書籍
- （1897年）『傳染病研究所一覽』
- （1911年）『Die hygienischen verhältnisse der insel Formosa, im auftrage des generalgouvernements Formosa, hrsg』（邦題は「台湾の衛生状態[4]」。名義は『T.Takaki』） - 戦後、在米台湾人により英訳もなされた[35]。
- （1918年）『台湾総督府研究所報告』（第7回など[36]）
- （寄稿、1932年）『北里柴三郎伝』[37]

## 関連文献
- （1904年）『衛生局年報.明治32年』『衛生局年報.明治33年』 - 内務省衛生局
- （1957年）『高木友枝先生追憶誌』 - 著:杜聡明
- （1998年）莊永明. “〈日治篇〉”. 『台灣醫療史：以臺大醫院為主軸』. 遠流出版社. p. 253. ISBN 9789573235170
- （2012年）張秀蓉. 『日治臺灣醫療公衛五十年』. 国立台湾大学出版中心. ISBN 986-032-143-4

### 註釈
1. ↑  戦後の台電公司ではなく戦前の台湾電力株式会社
2. ↑  2番目の妻[2](p201)
3. ↑  明治32年11月から明治33年1月までの神戸、大阪のペスト流行調査報告 (北里柴三郎、高木友枝、志賀潔、守屋伍造共著) (独文) 内務省衛生局報 1900年 1-104, 1900.
4. ↑  当時は警察が公衆衛生の概念を広める役割も果たしていた[3][9]。
5. ↑  台湾領有後の日本人を中心に設立された団体[16]
6. ↑  台湾文学研究家の下村作次郎による日本語版を翻訳したもの[21]
7. ↑  1995年に在校生だった杜奕瑾が創設し、維持管理は卒業生を含む台大関係者が行っている